# Novosuctobelba microclava
Novosuctobelba microclava är en kvalsterart som först beskrevs av Hammer 1958.  Novosuctobelba microclava ingår i släktet Novosuctobelba och familjen Suctobelbidae. Inga underarter finns listade i Catalogue of Life.